# The Birds
The Birds byla anglická rhythm and bluesová skupina, založená v roce 1964. Ve skupině hrál i pozdější člen The Rolling Stones, kytarista Ron Wood. Skupina se rozpadla v roce 1967.